# Desfile de Silleteros
El Desfile de Silleteros es el evento central de la Feria de las flores en Medellín, Colombia, al cual acuden masivamente cada año los residentes locales y turistas.
En el desfile se despliegan millones de flores cargadas en silletas a la espalda, las cuales son un laborioso trabajo generacional de los campesinos del corregimiento de Santa Elena, quienes con más de 80 variedades de flores componen bellos paisajes, retratos, mensajes con valores autóctonos y cívicos, y creaciones propias de los autores. Con todo ello a cuestas, realizan un recorrido monumental por las principales avenidas de la ciudad.

## Historia del desfile
El desfile comenzó en 1957, cuando a Arturo Uribe Arango, director de la oficina de Turismo y Fomento de Medellín, se le ocurrió invitar a un grupo de silleteros de Santa Elena para que participaran en un desfile, que tenía como fin mostrar públicamente la belleza de las flores y entretener a la comunidad, tarea que hasta entonces los campesinos realizaban en silencio, en lugares muy escondidos, cuando bajaban para vender sus flores a los habitantes o para adornar los altares de las iglesias.
La primera exposición pública de las flores resultó ser un éxito, y desde entonces la idea original de don Arturo Uribe no para de crecer y afianzarse más cada año con asistencia masiva de gentes e importantes inversiones por parte de la municipalidad. Hoy en día el desfile convoca una presencia multitudinaria de espectadores que lo esperan con ansia durante todo el año, y ha alcanzado una destacada visibilidad internacional. Los silleteros han desfilado ya por varias ciudades del mundo y, por supuesto, de Colombia y, en general, se han convertido en propiciadores imprescindibles del turismo local y son responsables en buena medida del buen nombre de Antioquia y Medellín ante los ojos del mundo.
Los silleteros llevan este nombre porque desde la antigüedad, en la región, los campesinos e indígenas llevaban en la espalda "sillas" o "silletas" de madera para transportar a sus niños y familias, carga y otras personas. Esa costumbre se había perdido con la llegada de la bestia o mula de carga, pero posteriormente se perpetuó con la institución del desfile de los silleteros, quienes a partir de allí continuaron cargando a espaldas en silletas los preciosos arreglos florales de la actualidad. 
Y nunca han faltado en el desfile flores para todos los gustos: tul de novia, estrellas de Belén, gladiolos, crisantemos, pinochos, lirios, claveles, agapantos, pensamientos, chispas y girasoles, pero, por sobre todo, orquídeas (concretamente la Cattleya Trianae), la Flor Nacional de Colombia desde 1936 y considerada como una de las más hermosas del planeta. Lleva este nombre en honor del naturalista colombiano José Jerónimo Triana.
La tradición y el sentimiento de orgullo se mantiene vivo en muchas familias que llevan cuatro generaciones de silleteros, incluidos niños y ancianos, quienes el 25 de septiembre de 2003, junto con la Feria de las Flores, fueron declarados como "Patrimonio Cultural de la Nación".
El 10 de julio de 2015 la ministra de Cultura, Mariana Garcés, entregó a los silleteros de Antioquia la Resolución 1843 del 25 de junio de 2015 por la cual se incluye esta manifestación en la Lista Representativa de Patrimonio Cultural Inmaterial del ámbito nacional y los declara Patrimonio Cultural Inmaterial de la Nación; esta declaratoria es un logro muy importante para la preservación de la Manifestación Cultural Silletera.

## Tipos de silletas
Los silleteros elaboran actualmente cuatro tipos de silletas, clasificadas así:
Silleta Emblemática: su mensaje es cívico o educativo,utilizando símbolos y retratos de personalidades. Se construye con flores pegadas o clavadas buscando que no se vea el cartón o icopor donde van puestas. Su precursor es el silletero Jaime Atehortúa que desde la década de los 80 inició con este tipo de silleta; últimamente silleteros han implementado movimiento en ciertas figuras. 
Silleta Monumental: es la más colorida, vistosa y grande. Sus medidas son aproximadamente de 2 x 2 m . Es la evolución de la silleta tradicional, su diseño sale de la imaginación del silletero. Sus flores van ubicadas en ramilletes enteros y mínimo de cuatro variedades de flores, además llevan una corona de flores alrededor con gladiolos y/o espigas alrededor.
Silleta Tradicional: representa la silleta utilizada por los campesinos cuando viajaban a Medellín a traer sus flores, icono de los silleteros. Su tamaño es de 90 x 80 cm y su diseño es sencillo, posee la de mayor variedad de flores tradicionales, algunas silletas pueden tener alrededor de 100 variedades de flores, que se compone de ramilletes enteros y amarrados.
Silleta Comercial: es encargada por una entidad o empresa para que su imagen se vea en el Desfile de Silleteros.

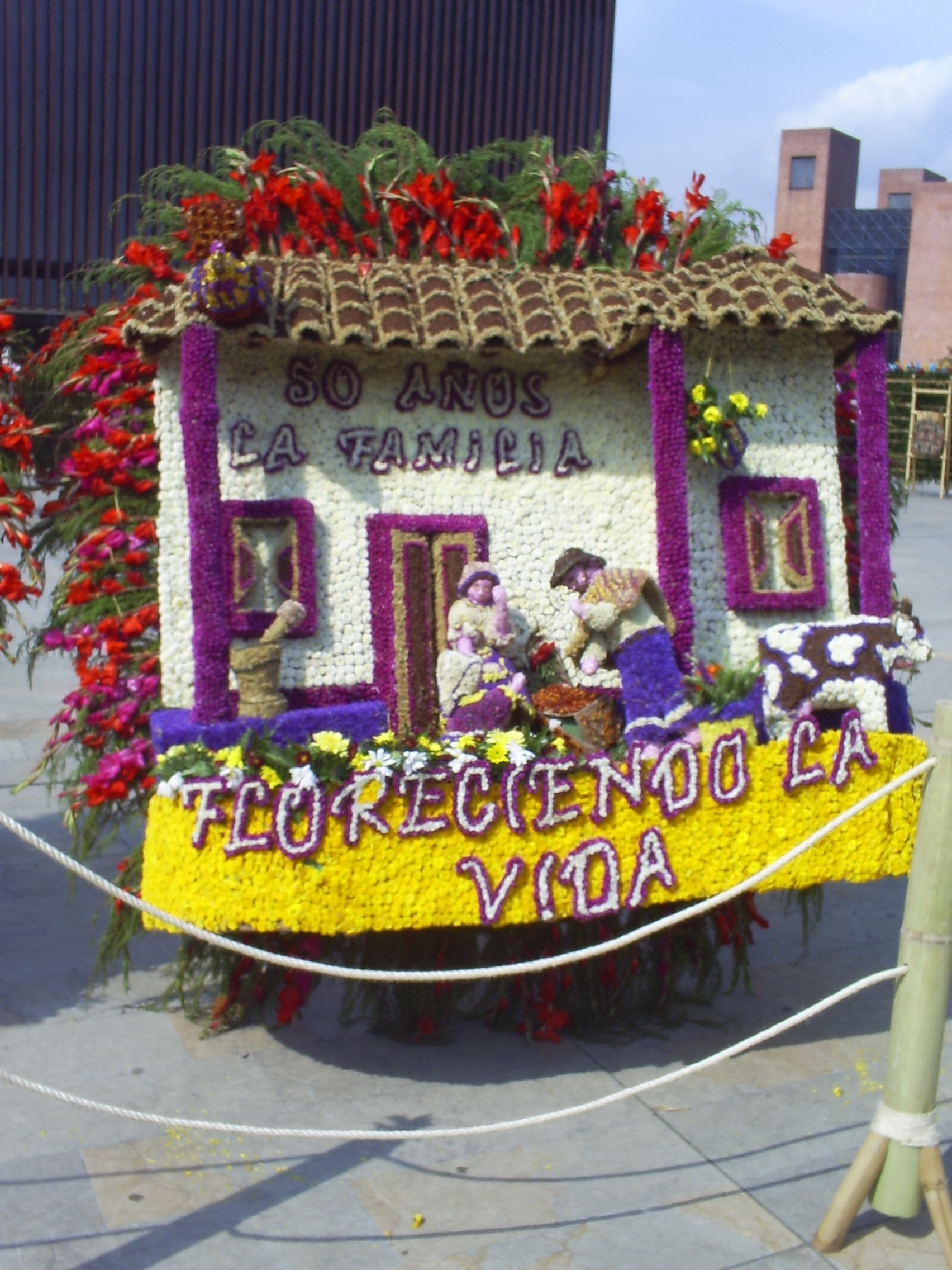
Silleta Emblemática.
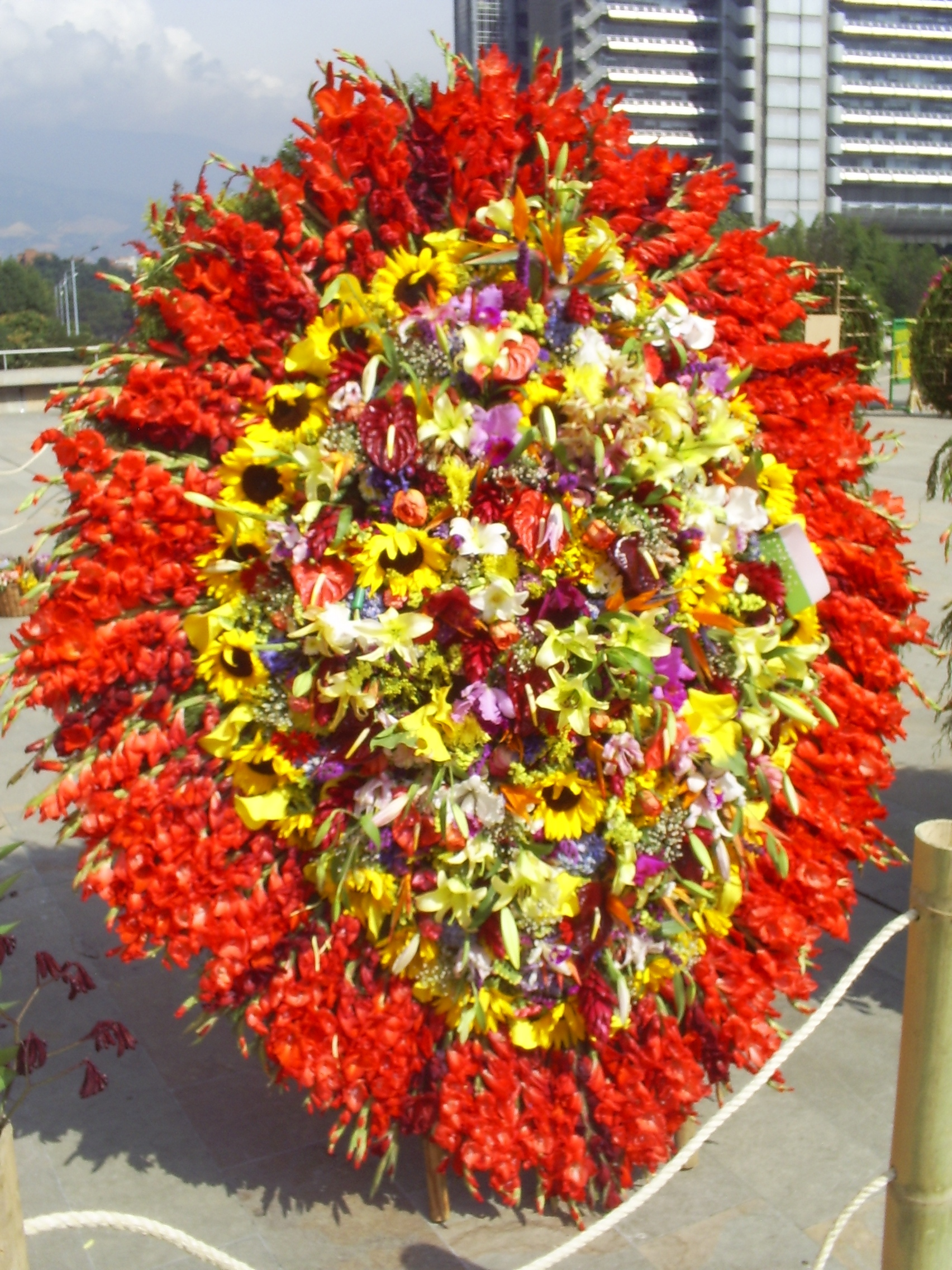
Silleta Monumental.
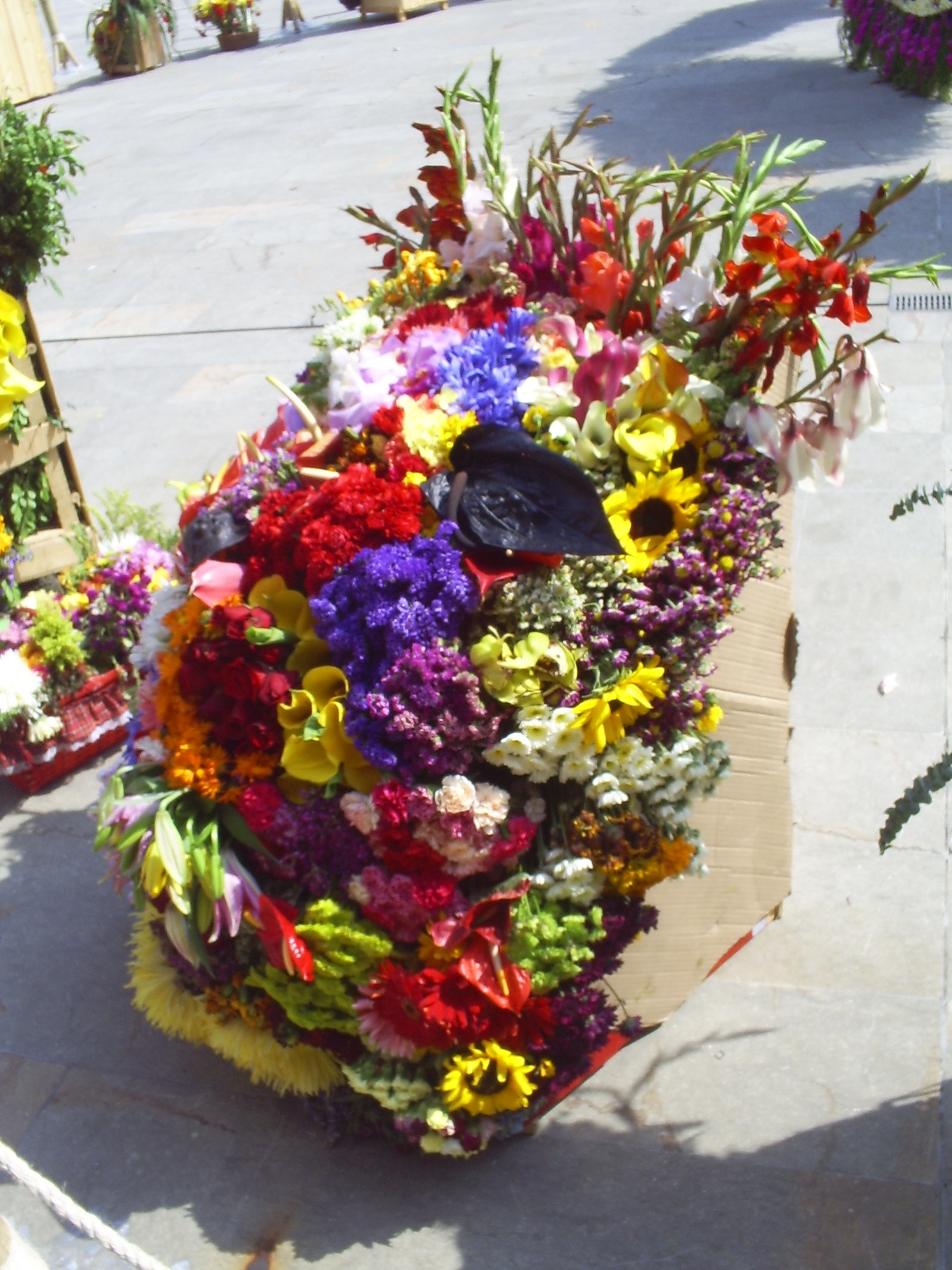
Silleta Tradicional.